# 470年
| 千纪： | 1千纪                                                                                           |
| 世纪： | 4世纪 \| 5世纪 \| 6世纪                                                                         |
| 年代： | 440年代 \| 450年代 \| 460年代 \| 470年代 \| 480年代 \| 490年代 \| 500年代                       |
| 年份： | 465年 \| 466年 \| 467年 \| 468年 \| 469年 \| 470年 \| 471年 \| 472年 \| 473年 \| 474年 \| 475年 |
| 纪年： | 庚戌年（狗年）；北魏皇兴四年；南朝宋泰始六年；柔然永康七年                                      |

## 大事记
- 柔然大舉南下塔里木盆地，北魏被迫從西域撤軍，並把原設於鄯善國的軍鎮撤往西平郡，仍然稱鄯善鎮。

## 出生
- 李宪，北魏官员。
- 顾协，南北朝南梁官员。

## 逝世
- 慕容白曜，北魏将领。